# 小菅神社 (葛飾区)
小菅神社（こすげじんじゃ）は、東京都葛飾区の神社。
氏子地域は小菅1丁目〜3丁目。なお4丁目は上千葉香取神社の氏子にあたる。

## 歴史
1869年（明治2年）に創建された。江戸東郊外の旧天領や旗本領によって構成された小菅県の守護神とすべく、伊勢神宮より分霊を勧請したものである。場所は小菅県庁内（現東京拘置所）に置かれた。
1871年（明治4年）、小菅県が廃止となったため、県庁内に置かれた神社は、地元の小菅村の鎮守だった田中稲荷神社に移設し、「小菅大神宮」に改称された。1909年（明治42年）、「小菅神社」に改称された。
元々あった田中稲荷神社は当社の摂社となった。田中稲荷神社は慶長年間（1596年～1615年）に開村した小菅村の鎮守として創建され、正覚寺が別当寺であった。なぜ「小菅稲荷神社」ではなく、「田中稲荷神社」なのかは謎である。一説によれば、勧請したのが田中氏だからといわれている。

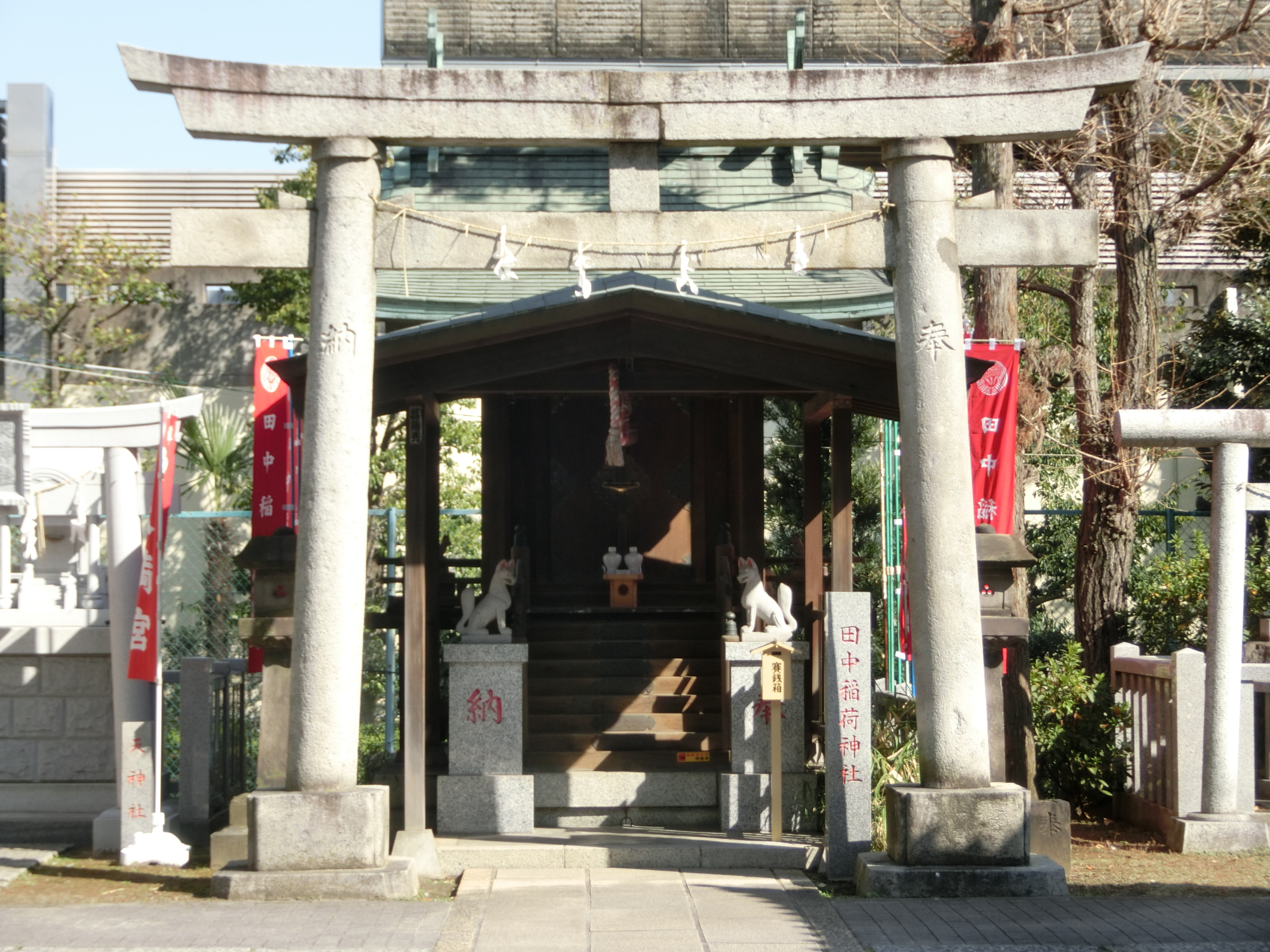
田中稲荷神社

## 交通アクセス
- 綾瀬駅より徒歩15分（経路案内）。